# John Pelling (cónego)
John Pelling DD (1670 - 30 de março de 1750) foi um cónego de Windsor de 1715 a 1750.

## Carreira
Ele foi educado em Christ Church, Oxford, onde formou-se BA em 1690, MA em 1693, DD em 1703.
Ele foi nomeado:
- Reitor da Igreja de Santa Ana, Soho 1704 - 1750
- Prebendário de Tetenhale em São Paulo 1705-1750

Ele foi nomeado para a sétima bancada na Capela de São Jorge, Castelo de Windsor em 1715 e ocupou a canonaria até 1750.